# دامنه تابع
در علم ریاضیات دامنه‌ی(به انگلیسی: Domain) یک تابع  عبارت است از مجموع مقادیر مجاز ورودی به یک تابع که منجر به تولید خروجی(برد) می‌شود.
به بیان دیگر، مؤلفه‌های اول هر تابع که به صورت زوج مرتب نوشته شده باشد را دامنه می‌گویند و به صورت Df نوشته می‌‍شود.

## پیدا کردن دامنه از روی ضابطه
یعنی تابع مورد نظر در چه بازه ای تعریف شده‌است.
با توجه به انواع توابع ابتدا باید نوع تابع را بشناسیم.
تعبیر هندسی:
اگر نمودار تابع را داشته باشیم تصویر نمودار بر روی محور xها همان دامنه تعریف تابع است.

## پیدا کردن دامنه توابع چندجمله‌ای از روی ضابطه
دامنه این توابع  {\displaystyle \mathbb {R} } (مجموعه اعداد حقیقی ) است. مگر اینکه خود ضابطه، دامنه را محدود کرده باشد.

## زوج مرتب‌ها
در زوج مرتب‌ها مولفه‌های اول، دامنه می‌باشد.
مثال زیر را ببینید:
{\displaystyle A=\{(4,8),(9,7),(12,46),(78,52)\}}
در این تابع دامنه برابر است با:
{\displaystyle D_{A}=\{4,9,12,78\}}

## تشخیص دامنه از روی نمودار
اگر نمودار تابع را داشته باشیم تصویر نمودار بر روی محور xها همان دامنه‌ی تعریف تابع است. 
برای تشخیص دامنه از روی نمودار، ابتدا و انتها نمودار را به محور x ها وصل می‌کنیم. در نهایت بازه مشخص شده برابر با همان دامنه است. 
نکته: حواستان به باز و بسته بودن ابتدا و انتها نمودار باشد. 

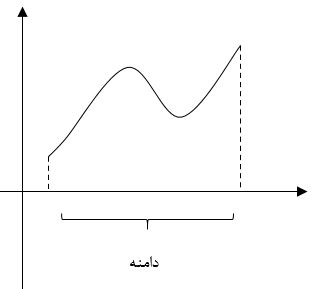
تشخیص دامنه از روی نمودار

نکته: ممکن است نمودار چندضابطه‌ای باشد. مثلا در محدوده‌ای نمودار تعریف نشده باشد. آن وقت حواسمان باید به آن ناحیه‌ها باشد و آنجا را جز دامنه حساب نکنیم.
نکته: حواستان به توپر یا توخالی بودن آخر و ابتدا نمودار باشد. زیرا:
1. اگر توخالی باشد بازه‌ی دامنه باز است.
2. اگر توپر باشد بازه‌ی دامنه بسته است.

## پیدا کردن دامنه توابع گویا از روی ضابطه
تابعی به شکل زیر:
{\displaystyle {\frac {P(x)}{Q(x)}}}
دامنه این توابع اعداد حقیقی بجز ریشه‌های مخرج است. یعنی اعدادی که مقدار مخرج را صفر می‌کند.

## پیدا کردن دامنه توابع گنگ (رادیکالی) با فرجه زوج از روی ضابطه
باید زیر رادیکال نامنفی (بزرگتر و مساوی صفر -  0{\displaystyle \geq }عبارت زیر رادیکال) باشد.
نکته دامنه توابع رادیکالی با فرجه فرد همانند توابع چندجمله‌ای است.

## پانوشته
دامنه و برد تابع «سیده فاطمه موسوی نطنزی»